# Manda Nationalpark
Manda Nationalpark er en nationalpark i Tchad. Den ligger i det sydlige Tchad nær byen Sarh og grænser op til Charifloden mod øst og Sarh-Ndjamenavejen mod sydvest. Parken har et areal på mere end 1.130 km2 og blev etableret i 1965 og har været et faunareservat siden 1953.

## Dyreliv
Pattedyrene i parken omfatter løver og andre store dyr, der kun kan ses i den tørtiden. Hyænehunde  findes også. Parken blev oprindeligt oprettet for at beskytte kæmpeelsdyrantilope, men ligesom den afrikanske elefant forsvandt denne art fra parken i slutningen af 1980'erne.
Parken er blevet udpeget som et vigtigt fugleområde (IBA) af BirdLife International. Nogle af de fugle, der findes i parken, er citronpungmejse, vestafrikansk eremomela, sorthovedet larmdrossel, hvidkravet stær,  lille stenspurv, rufous cisticola, gambaga fluesnapper og rødmasket astrild, og mange andre.